# Cordon-noir à col roux
Melanopareia torquata
Espèce
Répartition géographique
Statut de conservation UICN

 LC  : Préoccupation mineure
Le Cordon-noir à col roux (Melanopareia torquata) est une espèce de passereaux de la famille des Melanopareiidae.

## Liste des sous-espèces
Selon la classification de référence du Congrès ornithologique international (15.1, 2025) :
- M. t. torquata (zu Wied-Neuwied, 1831) — Cerrado (nord-est)
- M. t. rufescens Hellmayr, 1924 — Brésil et nord-est du Paraguay ;
- M. t. bitorquata (d'Orbigny & Lafresnaye, 1837) — nord-est de la Bolivie.